# هنري غوتيرز
هنري غوتيرز (بالإنجليزية: Henry Gutierrez)‏ هو لاعب كرة قدم ومدرب كرة قدم أمريكي، ولد في 28 أغسطس 1968 في هوبوكين في الولايات المتحدة. شارك مع منتخب الولايات المتحدة تحت 17 سنة لكرة القدم ومنتخب الولايات المتحدة لكرة القدم. أما مع النوادي، فقد لعب مع بيتسبورغ ريفرهوندز وسان خوسيه إيرثكويكس وستاد رين وميامي فيوشن ونادي بريست ونادي بريوتشين وهيوستن دينامو.

## وصلات خارجية
- هنري غوتيرز على موقع الاتحاد الدولي (مؤرشف)  (الإنجليزية)
- هنري غوتيرز على موقع الدوري الأمريكي (الإنجليزية)
- هنري غوتيرز على موقع قاعدة بيانات كرة القدم.إي يو (الإنجليزية)